# Poliolefinas S.A.
A Poliolefinas S.A, empresa que entrou em operação em 1972, era responsável pela produção de polietileno de baixa densidade, localizada no município de Mauá (SP), integrava o complexo petroquímico da Petroquímica União.
A Poliolefinas S.A inaugurou sua fábrica em 04 de agosto de 1972, com capacidade de 60 mil toneladas ao ano, graças à associação da Unipar (União de Indústrias Petroquímicas S.A.), Petroquisa, National Distillers do Brasil e à International Finance Corporation. E dez anos depois, em 1982, foi concluída a segunda fábrica no pólo petroquímico do Sul, em  Triunfo (RS).
Em 1996, após polêmicas e brigas entre as holdings Vila Velha e Odebrecht (atual Novonor), Poliolefinas S.A passou a ser administrado unicamente pela Odebrecht.